# Palača u Wilanówu
Palača u Wilanówu (poljski: Pałac w Wilanowie) je kraljevska palača u distriktu Wilanów, Varšava. Gradio ju je arhitekt Augustyn Wincenty Locci od 1677. do 1679. godine za kralja Jana III. Sobieskog na južnom kraju Varšavske kraljevske rute koji se danas naziva „Poljski Versailles”. Ime mu potječe od polaniziranog talijanskog naziva Villa Nuova, tj. „nova vila”.

## Povijest
Nakon smrti Jana III. ovdje je boravio njegov nasljednik, kralj August II. Jaki, do 1700. god. Bio je poznat po velikim i ekstravagantnim festivalima koje je održavao u palači. Palača je tada prešla u posjed velikaških obitelji Sieniawski, Lubomirski, Czartoryski, Potocki i Branicki, koji su palaču i okolicu dogradili u današnji oblik. Naselje Wilanów uključivalo je različita sela i rezidencije u okolici, kao što su: Gucin Gaj, Morysin, Natolin, Powsiń i palača Krasińskich.
Palaču je njemačka vojska 1944. godine opljačkala i zapalila nakon Varšavskog ustanka; međutim, njihov izvorni cilj potpunog uništavanja ovog simbola poljske kulture više nije mogao biti ostvaren zbog napretka Crvene armije. Palača je obnovljena u izvornom baroknom obliku nakon Drugog svjetskog rata.

## Muzej palače kralja Jana III.
Unutrašnjost palače uključuje stilove baroka, rokokoa i neoklasicizma. Obilazak uključuje knjižnicu, veliku blagovaonicu, kraljeve privatne sobe s originalnim namještajem, Potocki muzej u etruščanskoj dvorani s brojnim drevnim skulpturama iz zbirke Potocki i dnevne sobe s brojnim slikama, uključujući dobro poznati portret Jana III. Sobieskog kao turskog borca na konju, te konjički portret Stanislasa Potockog (Jacques-Louis David). Izvorno je kraljevska kolekcija uključivala 6 slika Rembrandta i „Ljubavno pismo” Johannesa Vermeera, koje su razdijeljene po kraljevoj smrti. Kasniji vlasnici zbirku su ponovno obogatili slikama umjetnika kao što su: Lucas Cranach stariji, Peter Paul Rubens, Jan Lievens, Charles Le Brun, Pompeo Batoni, Angelika Kauffmann i Anton Graff.
Zbirka baroknih portreta na lijesovima najveća je na svijetu. Bijela soba princeze Izabele Lubomirske u stilu ampira također zaslužuje posebnu pažnju. Pročelje prema parku ima sunčani sat gdanjskog astronoma Johannesa Heveliusa, koji pored vremena pokazuje i znakove zodijaka.
Popis odabranih djela u kolekciji muzeja: 
- Majstor iz Frankfurta, Gospa i Dijete, oko 1490.
- Lucas Cranach stariji, Djevojka sa zaboravkom, 1526.
- Jan Lievens, Mladić koji pali baklju, oko 1625.
- Peter Paul Rubens, Gospa i Dijete, 1630.
- Jacquesa Prou, Poprsje Marie Casimire Sobieske, 1680.
- Johann Gottfried Holl, Pladanj s trijumfom Ivana III., 1683.
- Figurica Shou Xing, dinastija Qing, 1662.-1722.
- Pompeo Batoni, Apolon i dvije muze, 1741.
- Jacques-Louis David, Portret grofa Stanislasa Potockog, 1781.
- Angelica Kauffmann, Portret Krystyne Potocke kako zalijeva cvijeće na grobu svoje majke, oko 1783.
- Karl Christian Ludwig Adami, Nebeski globus, rano 19. st.

## Wilanówski park
Wilanówski park nastao je u 17. stoljeću u baroknom stilu prema talijansko-francuskom modelu (francuski park) na površini od 43 hektara. Kasniji dijelovi vrta redizajnirani su u romantičarskom stilu (engleski park). Mnogobrojne zgrade i skulpture u parku krase park. Na terasama ispred dvorca Gerard Ciołek rekonstruiran je najstariji dio vrta s geometrijskim oblicima, fontanama i figurama. U engleskom parku sjeverno od dvorca nalazi se nekoliko sarkofaga vlasnika dvorca, obelisk, stupovi, kineski paviljon i oranžerij s izložbom skulptura i ukrasa. Vrt ruža zapadno od palače u stilu je neorenesanse.
U blizini dvorca nalaze se i barokna kovačnica, barokna gostionica i muzej plakata. Iza monumentalnog pročelja stare škole jahanja nalazi se moderna zgrada s najstarijom, najprestižnijom i najvećom kolekcijom umjetničkih plakata na svijetu.
Mauzolej Potocki je negotička grobnica izgrađena od 1799. do 1832. godine prema projektu Henryka Marconija sa skulpturama Jakuba Tatarkiewicza i Konstantya Hegela.
Crkva svete Ane u dvorcu parka sagrađena je od 1772. do 1775. godine za Adama Kazimierza Czartoryskog u neklasicističkom stilu, a obnovili su je od 1857. do 1870. godine Henryk Marconi i Jan Kacper Heurich u neorenesansnom stilu.

## Vanjske poveznice
|  | Zajednički poslužitelj ima stranicu o temi Palača u Wilanówu |

- Popis palača u Varšavi (njem.)

52°09′55″N 21°05′25″E / 52.16528°N 21.09028°E